# (19294) Weymouth
(19294) Weymouth est un astéroïde de la ceinture principale.

## Description
(19294) Weymouth est un astéroïde de la ceinture principale. Il fut découvert le 6 août 1996 à Lime Creek par Robert Linderholm. Il présente une orbite caractérisée par un demi-grand axe de 2,40 UA, une excentricité de 0,10 et une inclinaison de 5,9° par rapport à l'écliptique.

## Compléments